# 흑해
흑해(黑海, 영어: Black Sea)는 아시아와 유럽 사이에 있는 지중해에 딸린 연해이다. 동으로는 캅카스, 서로는 발칸반도, 남으로는 아나톨리아, 북으로는 동유럽평원으로 둘러쌓여 있다. 흑해를 둘러싼 나라로는 러시아, 루마니아, 불가리아, 우크라이나, 조지아, 튀르키예가 있다. 북해로 흘러드는 강으로는 다뉴브강, 드니프로강, 드네스트르강이 있고 이들 강의 유역은 흑해와 직접 면한 여섯 나라를 포함하여 24개 국가에 이른다.
흑해의 면적은 부속 바다인 아조브해를 제외하고 436,400 km2이고, 가장 깊은 곳의 수심은 2,212 m, 해수의 부피는 547,000 km3이다. 주변의 육지가 캅카스산맥, 발칸산맥과 같은 산지와 도브루자 고원과 같은 고지대, 그리고 여기에 이어진 스트란자, 에미네곶과 같은 좁은 해안 평야로 이루어져 있어 대체로 해안 경사가 가파른 편이다. 남북이 좁고 동서가 긴 타원형으로 동서의 최대 길이는 약 1,175 km이다. 주요 도시로는 부르가스, 바르나, 콘스탄차, 오데사, 세바스토폴, 노보로시스크, 소치, 포티, 바투미, 트라브존, 삼순 등이 있다.
흑해는 강에서 끊임 없이 담수를 공급받아 보다 염도가 낮고 에게해는 그에 비해 염도가 높기 때문에 밀도 차이에 의해 표층에서는 산소가 풍부하고 염도가 낮은 해수가 흑해에서 에게해로 흐르고 심층에서는 산소가 거의 없는 염도가 큰 해수가 에게해에서 흑해로 흘러든다. 전체적으로 보아 흑해의 물수지는 유입량보다 유출량이 더 크며 해마다 300 km3 가량의 물이 보스포루스 해협과 다르다넬스 해협을 통해 에게해로 흘러 들어간다.
흑해의 해수면은 지질학적 시기에 따라 크게 변화되었다. 최종빙기 시기 해수면이 낮아졌을 때는 지금의 대륙붕 대부분이 육지였고 발칸반도와 아나톨리아 역시 이어져 있었다. 이 시기 흑해는 오늘날 카스피해와 같이 내륙 깊숙이 자리한 호수였다. 최종빙기가 끝나고 간빙기가 시작되자 해수면이 상승하게 되었고 대략 7천년 전 무렵 지중해와 연결되어 오늘날과 같은 바다가 되었다. 그러나 둘을 연결하는 보스포루스 해협은 여전히 좁고 얕은 물길이어서 깊이는 36 - 120 m 정도이고 가장 좁은 곳의 폭은 750 m 에 불과하다. 다르다넬스 해협 역시 좁은 곳의 폭이 1 km 정도이다. 이런 면에서 볼 때 흑해는 간신히 해양과 연결되어 있는 내해라 할 수 있다.

## 이름
흑해와 인접한 여러 언어에서"검은 바다"라는 의미의 낱말로 불린다.
- 라즈어: უჩა ზუღა   /ˈutʃä ˈzuɣä/, 우차 주갤
- 러시아어: Чёрное мо́ре   /ˈt͡ɕɵrnəjə ˈmorʲe/, 초르너예 모레 [*]
- 루마니아어: Marea Neagră   /ˈmare̯a ˈne̯aɡrə/, 마레아 네아그라 [*]
- 불가리아어: Чeрно морe   /ˈt͡ʃɛrno moˈrɛ/, 체르노 모레
- 아디게어: Хы Шӏуцӏэ  /Xə Šʷʼucʼɛ/, 서 쉬우체
- 아르메니아어: Սեւ ծով   /sɛv t͡sɔv/, 세브 초브
- 아제르바이잔어: Qara dəniz   /kaˈɾa deniz/, 카라 데니즈
- 압하스어: Амшын Еиқәа  /ɑmʂɨn ɛjkʷʰɑ/, 암신 에이콰
- 우크라이나어: Чо́рне мо́ре   /ˈt͡ʃɔrne ˈmɔre/, 초르네 모레 [*]
- 조지아어: შავი ზღვა   /ʃavi zʁʷa/, 칼샤비 즈흐와
- 튀르키예어: Karadeniz   /kaˈɾadeniz/. 카라데니즈 [*]
- 크림 타타르어: Къара денъиз  /qɑrɑ deŋiz/, 콰라 데니즈

"검은 바다"라는 이름은 13세기 무렵에 등장하였고 그 이전에는 보이지 않는다. 이 바다를 부른 가장 오랜 이름 가운데 하나는 아나톨리아에서 청동기 문화를 일구었던 하티인이 붙인 잘파해이다. 히타이트는 이들을 점령하면서 잘파해라는 명칭을 이어받았다. 잘파는 아나톨리아 북부 흑해 연안에 있던 하티인들의 중심지였으며 오늘날 키질이르마크강인 마라산티아강 하구에 있었다.
고대 그리스에서는 그리스어: Εύξεινος Πόντος /ˈefksinos ˈpondos/, 에프크시노스 폰도스[*]라 불렀는데 "쾌적한 바다"라는 의미이다. 한편 고대 페르시아어는 "검푸른"을 의미하는 악사니아(axšaina)로 불렸고 이것이 그리스에 와전되어 전해져 "잔혹한 바다"라는 의미의 폰투스 악시노스(Pontus Axīnus)로 알려졌다가 훗날 이와 반대되는 이름인 "쾌적한 바다"로 이름을 바꾸었다는 설명이 있다. 바다의 명칭을 이렇게 바꾼 것은 기원전 5세기 무렵 핀다로스였다고 한다. 그러나 고대 로마 시기까지도 여전히 악시노스라는 명칭이 함께 사용되었다. 고대 그리스어에서 유래한 "Euxine"(영어의 경우 /júːksain/, 유크사인)은 오늘날에도 흑해의 다른 명칭으로 사용된다.
스트라본의 《지리학》에서는 종종 흑해를 그저 "바다"라고 서술한다. 아마도 당시 그리스인들에게 대표적인 바다는 흑해였기 때문일 것이다. 풍랑이 거칠어 항해가 힘들었기 때문에 스트라본은 흑해의 참된 이름을 잔혹한 바다인 "폰투스 악스노스"로 여겼고, 쾌적한 바다라는 말은 먼훗날 마치 최악의 상황에서 발견한 곳에 희망봉이라는 이름을 붙인 것과 같이 뱃사람들의 바램을 담은 반의적 표현으로 보았다.
중세 페르시아의 조로아스터교 신학자였던 분다히신은 흑해를 시야분(Siyābun)이라 불렀고 10 세기 페르시아 지리학 서적《세계의 경계》(아랍어: حدود العالم  후두드 알 알람[*])에서는 "구르즈(조지아)의 바다"로 불렀다. 한편 《조지아 연대기》에서는 캅카스에 살던 고대 부족의 이름을 따 사스페이의 바다라 기록하고 있다.
이 바다를 "검은 바다"로 부르게 된 것은 튀르키예어에서 북쪽을 "검다"고 표현하는 관습에서 유래하였다. 오스만 제국의 중심지였던 아나톨리아를 기준으로 할 때 흑해는 북쪽에 위치해 있기 때문이다. 오스만 제국은 한 때 흑해 연안의 거의 대부분을 지배하였기 때문에 이 시기 튀르키예의 명칭도 여러 언어에 전파되었을 것이다. 또한 튀르키예어에서 "검은"은 크다는 의미로도 사용되어 "검은 바다"는 큰 바다라는 의미가 되기도 한다. 방위와 색상을 결합하는 것은 아시아에 넓게 퍼진 문화로 동아시아의 오방색역시 같은 조합을 보인다. 동쪽은 녹색이나 밝은 청색, 흰색은 서쪽, 붉은 색은 남쪽, 그리고 검은색은 북쪽을 의미한다. 이에 따르면 홍해 역시 남쪽의 바다란 의미로 붙여진 이름이다.  13세기 이후 등장한 흑해라는 이름은 이후 이 바다를 부르는 일반적 명칭이 되었다. 1570년 무렵 플랑드르의 지도제작자 아브라함 오르텔리우스가 제작한 지도 《새롭게 묘사한 아시아》(Asiae Nova Descriptio)에는 "큰 바다"라는 의미의 라틴어: Mar Maggior 마르 마기오르[*]란 이름이 표기되어 있다. 18세기 무렵 영어에서는 흑해와 함께 고대 그리스어에서 유래한 유사인해(Euxine Sea)라는 표현이 함께 쓰였다.

## 지리
국제 수로 기구가 규정하는 흑해의 경계는 아래와 같다.
남서면에서 루메리 페네리와 아나돌루 페네리(41°13'N)를 잇는 선을 경계로 마르마라해의 북동부와 면한다. 케르치 해협에서 타킬곶과 파나기아곶(45°02'N)을 잇는 선을 경계로 아조브해와 면한다. 

북해의 북부는 흑토 지대가 동서로 길게 띠를 이루며 발달해 있다. 서쪽으로는 슬로바니아에서 시작하여 다뉴브평원과 우크라이나를 거쳐 러시아의 시베리아에 이르는 거대한 흑토 평원은 밀 등을 재배하는 주요 곡창지대이다.
흑해의 연안은 종종 아나톨리아 북쪽에 있었던 고대 국가 폰토스에서 유래한 이름인 "폰토스 연안"으로 표현된다. 가장 큰 만은 우크라이나 남동부 크림반도 서쪽의 카르키니트만이고, 그 다음으로 불가리아의 부르가스만이 있다.

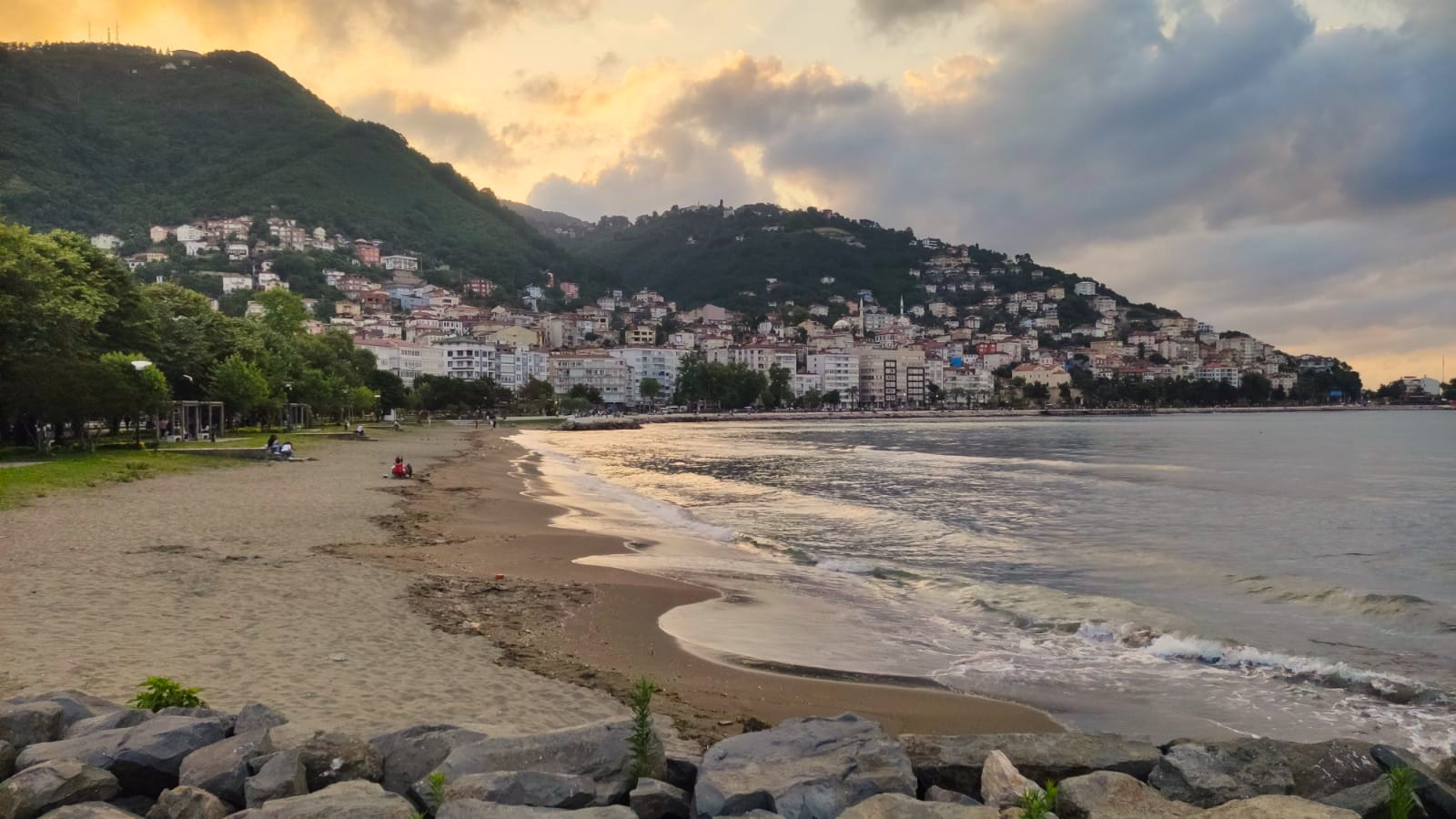
오르두 해안
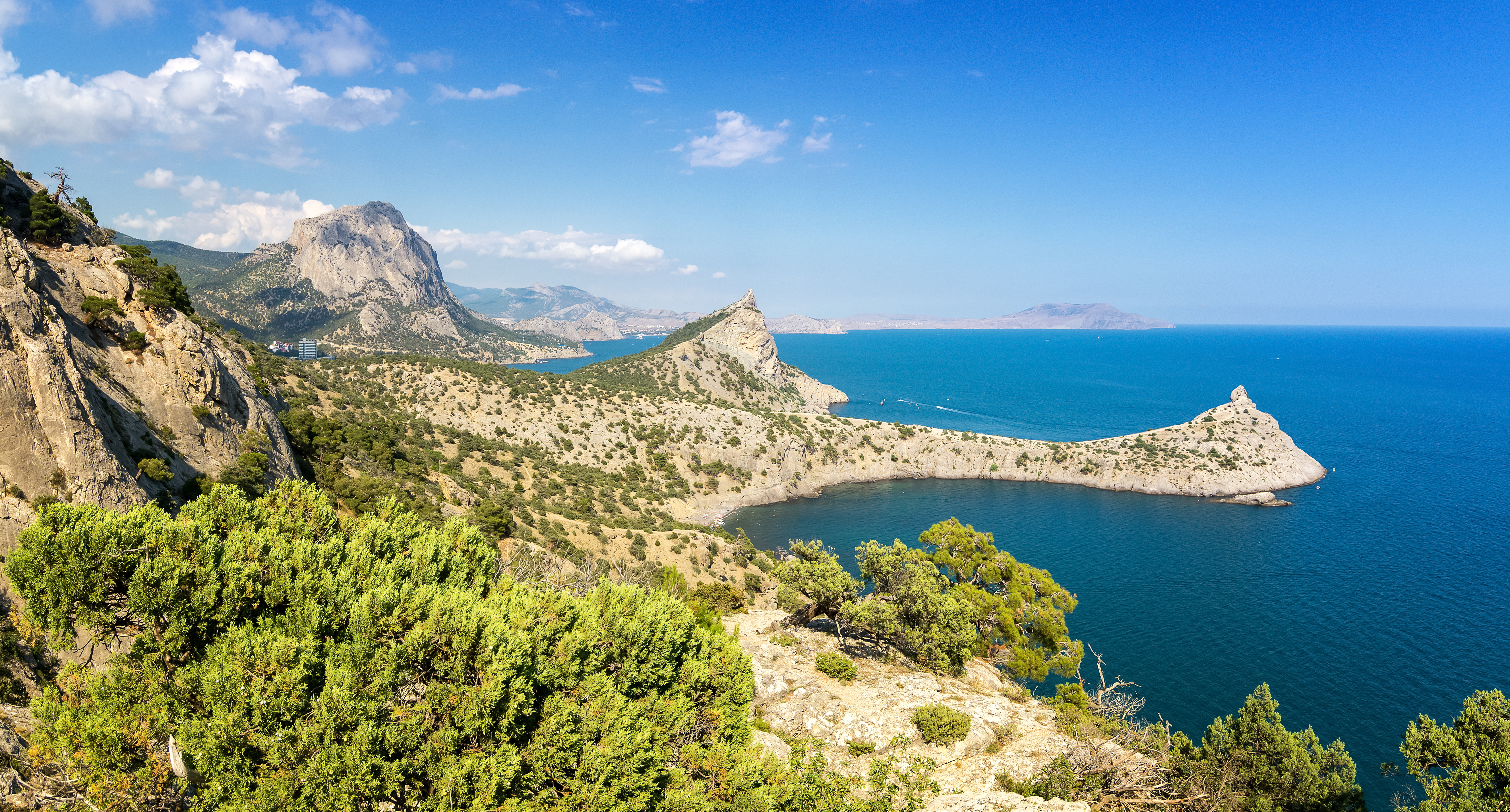
크림반도의 카프치크곶
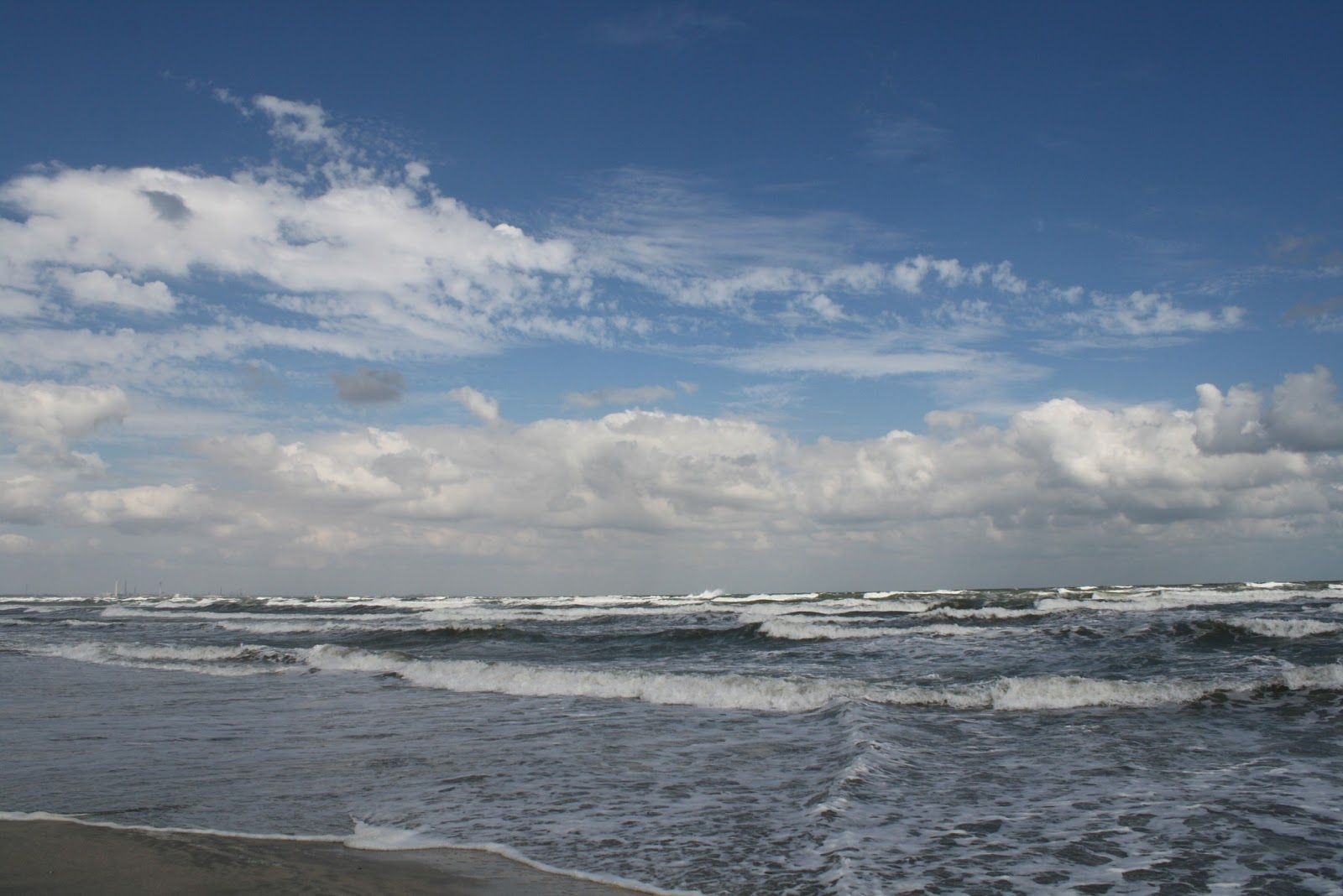
루마니아 콘스탄차 해안
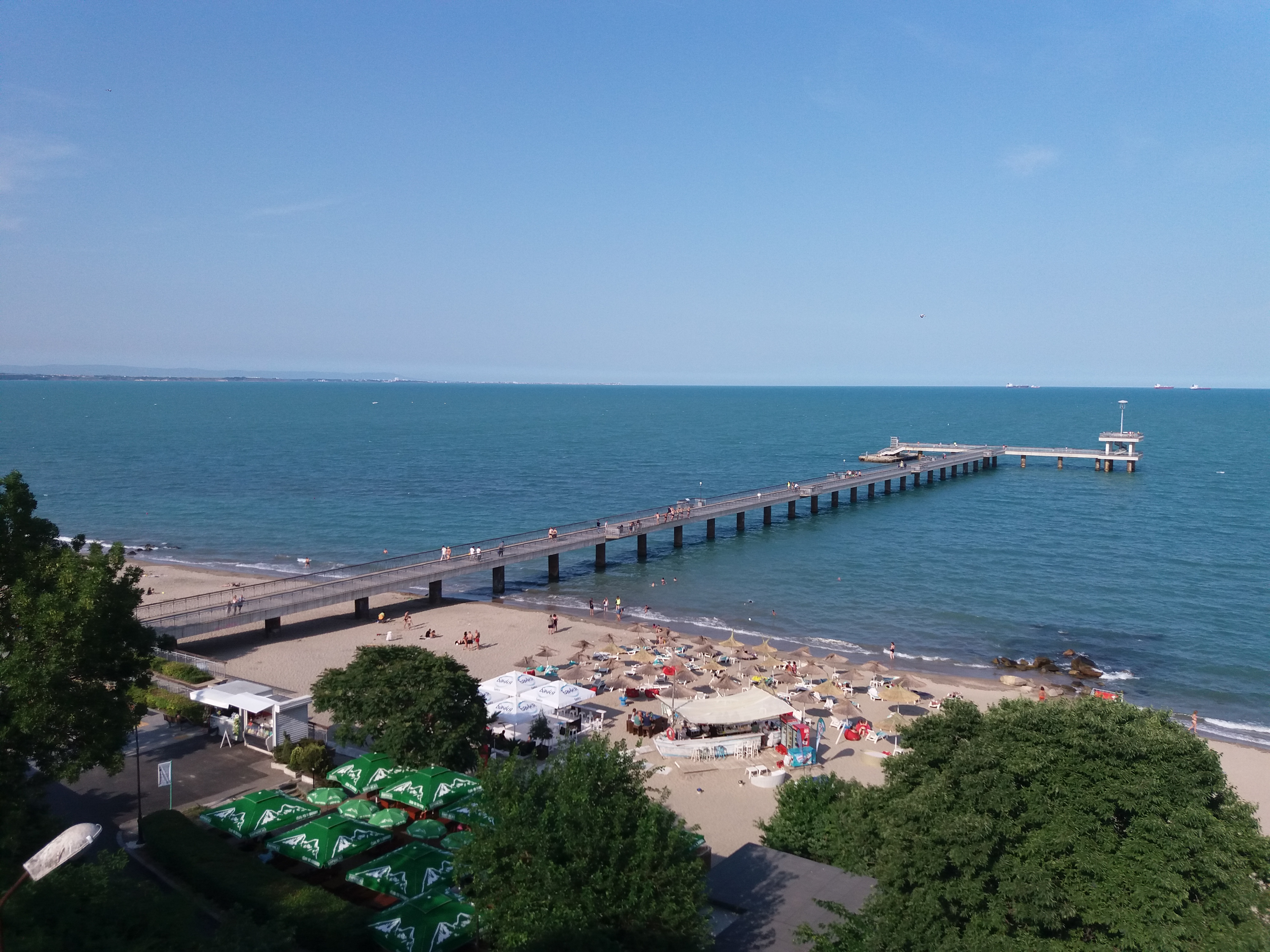
불가리아 부르가스 해안

흑해 연안 국가들의 해안선 길이와 배타적 경제 수역의 넓이는 아래의 표와 같다.
| 국가                     | 해안선 (km)               | 배타적 경제 수역 (km2) |
| ------------------------ | ------------------------- | ---------------------- |
| 튀르키예                 | 1,329                     | 172,484                |
| 우크라이나               | 2,782                     | 132,414                |
| 러시아                   | 800                       | 67,351                 |
| 불가리아                 | 354                       | 35,132                 |
| 조지아                   | 310 (압하지야 제외시 100) | 22,947                 |
| 루마니아                 | 225                       | 29,756                 |
| 압하지야 (국제 미승인국) | 210                       | -                      |
| 합계                     | 5,800                     | 460,084                |

흑해로 흘러드는 강들은 아래와 같다. 강들의 유역은 24개국에 걸쳐 총 2백만 km2에 달한다.
1. 다뉴브강
2. 드니프로강
3. 돈강
4. 드네스트르강
5. 키질이르마크강
6. 쿠반강
7. 사카리아강
8. 남부크강
9. 코루흐강
10. 예실리마크강
11. 리오니강
12. 예야강
13. 미우스강
14. 캄치야강
15. 인구리강
16. 칼미우스강
17. 몰로츠나강
18. 틸리훌강
19. 벨리키쿠이알니크강
20. 벨레카강
21. 레조포강
22. 코도리강
23. 브지브강
24. 수프사강
25. 메짐타강

### 기후

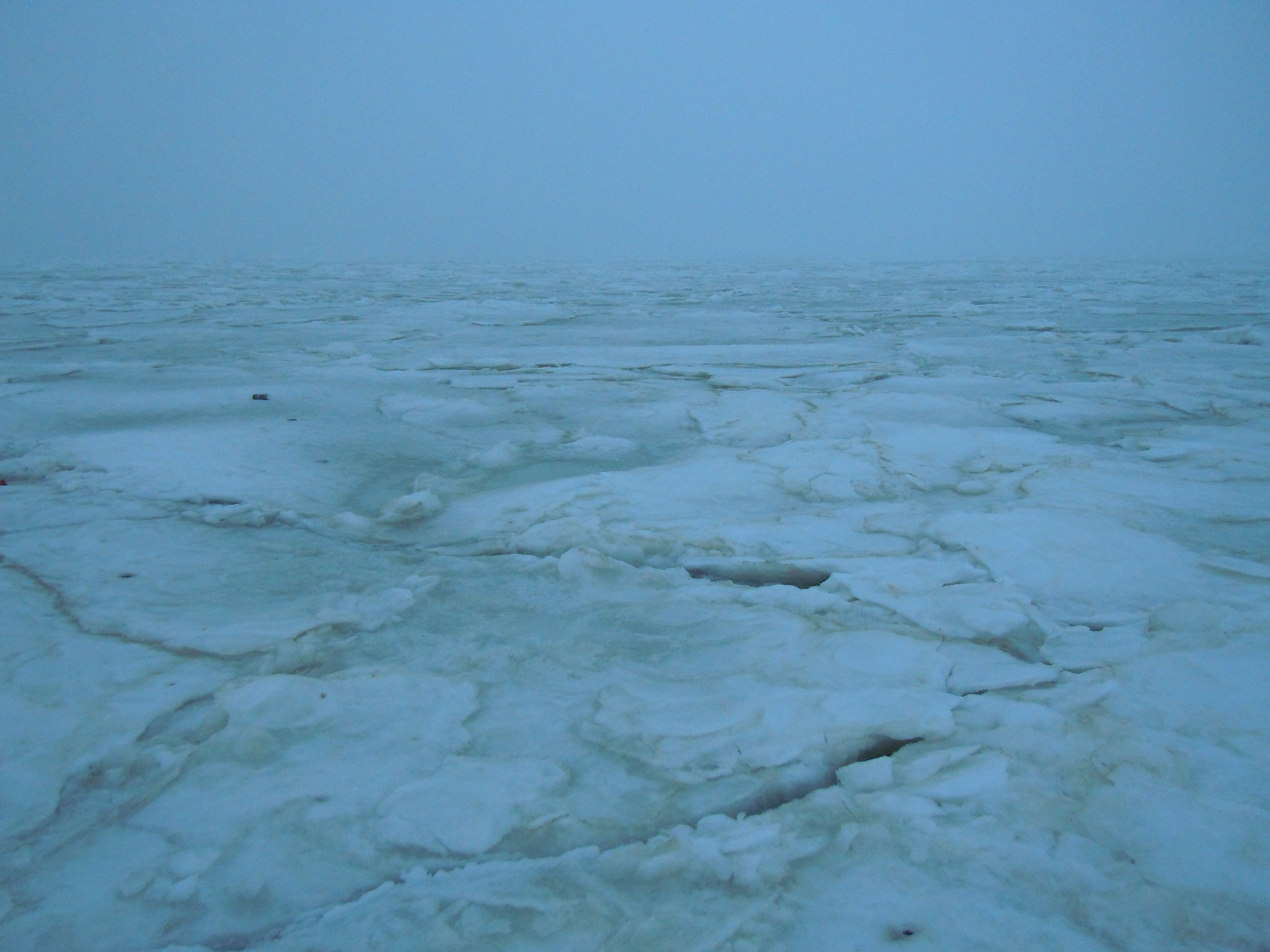
오데사만의 유빙

흑해 지역 기후에 영향을 주는 요인으로는 북대서양 진동이 있다. 북대서양 진동이 정확히 어떤 경로를 거쳐 북해 지역 기후에 영향을 주는 지는 명확히 알려져 있지 않지만 동유럽에서 북해 일대 및 아시아에 이르기까지 겨울철 폭풍 발생과 연관되어 있다. 북대서양 진동은 흑해뿐만 아니라 지중해 전반의 해수면 온도에도 영향을 미친다.
흑해는 대륙에 둘러쌓인 중위도 바다로 인근 육지의 기후에 큰 영향을 받는다. 불가리아와 우크라이나, 러시아에 걸친 북서쪽은 동유럽평원과 같이 겨울에 춥고 여름이 덥고 건조한 스텝기후를 보이며, 튀르키예와 조지아에 걸친 동남쪽의 일부는 캅카스산맥이 기류에 영향을 주어 고온다습한 아열대 기후와 지중해성 기후를 보이기도 한다. 흑해 역시 지구온난화에 따른 기후 변화로 해수면 온도가 상승하는 중이다.

## 지질학적 특징

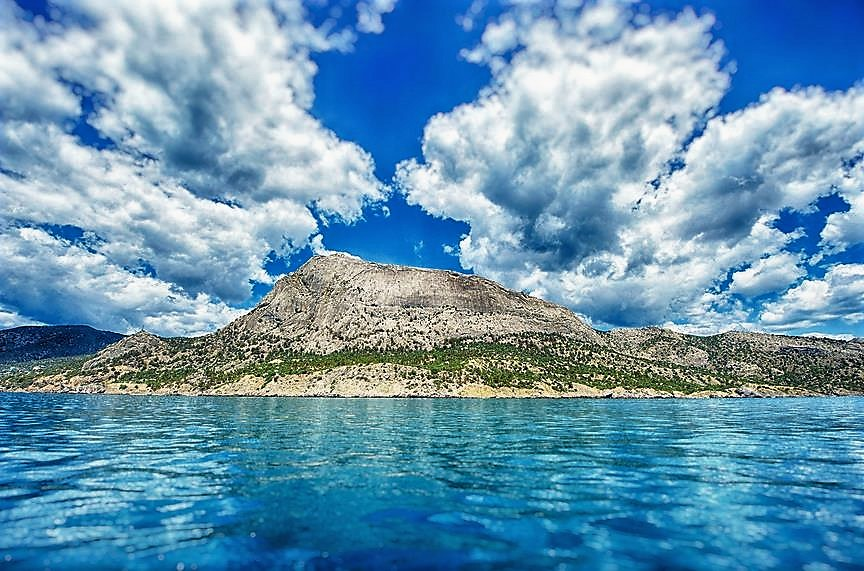
크림반도에 있는 수다크의 해안

흑해는 안드루소프 융기를 비롯한 중부 해저융기부를 기준으로 동부와 서부로 세분된다. 안드루소프 융기를 비롯한 해저융기부는 백악기 중기인 알비절 시기 형성된 화산호(火山弧)와 중생대 시기 테티스해의 형성과 해체 과정 전후로 일어난 판들의 섭입을 통해 형성된 것으로 크림반도 남단에서 시작하여 비스듬히 남동쪽을 향해 놓여 있다. 당시 이 지역은 로라시아의 해안이었을 것이다. 과거 지진 활동에 대한 연구에 따르면 흑해 중부 해저융기부는 백악기 전기인 바렘절에서 압트절 무렵  융기하기 시작하여 이후 2천만 년 뒤인 산토눔절까지 융기가 지속되었다. 이 시기 동안 지각에 가해진 압력으로 해저분지의 침하, 광범위한 규모의 화산 분출, 그리고 여러 차례의 조산 운동이 함께 일어나 볼쇼이캅카스산맥, 폰투스산맥 등의 융기와 함께 발칸반도와 크림반도의 산지가 형성되었다.

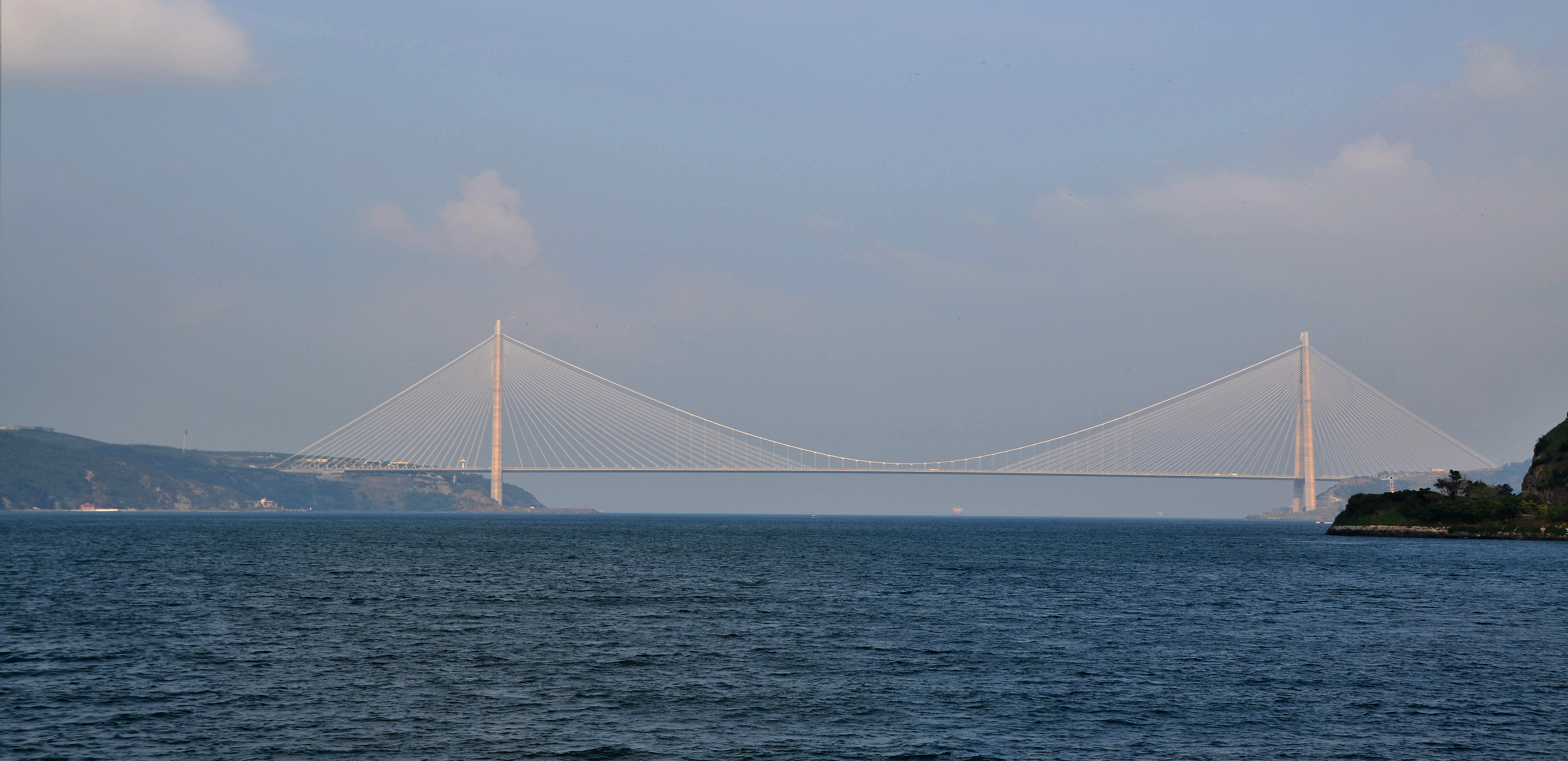
보스포루스 해협을 건너는 야부즈 술탄 셀림 교

마이오세 말인 메니시나절 시기 지브롤터 해협의 폐쇄로 지중해가 내해로 고립된 메시나절 염분 위기에서 흑해 역시 해수면이 크게 감소하였지만 완전히 말라붙지는 않았다. 지브롤터 해협의 폐쇄를 일으킨 유라시아판과 아프리카판의 충돌은 아나톨리아판에도 큰 충격을 주어 동아나톨리아 단층과 북아나톨리아 단층을 형성하였으며 이들 단층에서는 오늘날까지도 간헐적인 강한 지진이 일어나고 있다. 이들 단층의 영향으로 아나톨리아 북부의 흑해 연안에는 많은 화산 활동이 있었다.
이와 같은 장기적인 판구조 운동으로 흑해는 거의 대부분의 지역이 육지로 둘러쌓이게 되었고 북서부는 해안에서 190 km에 이르는 대륙붕이 발달하며 완만한 경사를 이루는 얕은 바다를 이루는 반면 동남부의 아나톨리아와 조지아 연안은 매우 가파르며 대륙붕이 거의 발달하지 않은 모습을 보인다. 흑해에서 가장 깊은 곳은 크림반도의 얄타에서 남쪽에 있는 유크사인 심해저 평원으로 최대 수심은 2,212 m이다.

### 해수면 변화
해양 산소 동위원소 단계(marine isotope stages, MIS) 분석에 의한 흑해의 고대 해수면은 대략 MIS 6, 8, 10 시기에 가장 낮았고, 최종 간빙기인 MIS 5e 무렵 가장 높았다. 가장 해수면이 높았던 시기는 아마도 플라이스토세 말기였을 것이다. 이 시기 크림반도는 바다로 분리된 섬이었을 수 있다.
흑해 해저에 형성된 사암 퇴적층은 한 때 카피스해와 하나의 수계를 이루었던 흑해가 세 단계의 변화를 거치며 현재의 모습으로 자리잡았다는 것을 보여준다. 흑해의 해수면이 낮아 다른 해역과 분리된 상태에서 흑해보다 20 m 가량 높은 곳에 위치한 카피스해의 물이 흘러들면서 바닥에 모래가 쌓였다. 이들 모래는 얕은 바닥에 쌓여 패각석을 형성하였다. 보다 깊은 곳에서는 소금이 함유된 사암에서 연체동물 화석이 발견되며, 가장 낮은 해수면을 형성하였던 사암층에서는 육지에서 유래한 모래들이 강을 따라 흘러들어 퇴적된 충적층에서 유래한 사암층이 발견된다. 최종빙기 시기 흑해의 해수면은 지금보다 약 70 m 정도 낮아 완전히 외부와 고립된 내해였다. 최종빙기가 끝나면서 해수면은 점차 상승하였고 대략 7천년 전 무렵 에게해와 연결되었을 것이다.

#### 흑해 대홍수 가설
1997년 윌리엄 리언 등은 약 5천 6백년 전 한참 해수면이 낮았던 흑해로 한참 해수면이 상승하던 에게해 등지에서 한꺼번에 물이 쏟아져 들어왔을 것이라는 흑해 대홍수 가설을 주장하였다. 당시 흑해의 저지대 연안에는 분명 선사시대의 인간들이 거주하고 있었을 것이므로 이것이 훗날 여러 신화에서 발견되는 대홍수 신화의 기원일 수 있다는 주장이었다. 그러나 흑해가 갑자기 물에 잠겼다는 과학적 증거는 없다. 흑해는 빙기와 간빙기를 오가는 기후에 따라 여러 차례 에게해와 연결되고 분리되기를 반복하였고 현재의 마지막 합류 시기도 추정일 뿐이어서 그 보다 오래 전인 1만 5천년 무렵 이미 에게해와 맞닿았다는 분석도 있다. 윌리엄 리언 등의 주장은 한 가지 사실에 대해 과도한 의미를 부여한 것으로 비판된다. 아마도 성서 등에 기록된 노아의 홍수를 염두에 둔 선입견이 작용하였을 것이다. 2011년 다수의 고고학자들은 흑해 해저에서 어떠한 선사 유적도 발견되지 않고 있다고 밝혔다.

## 수문학적 특징

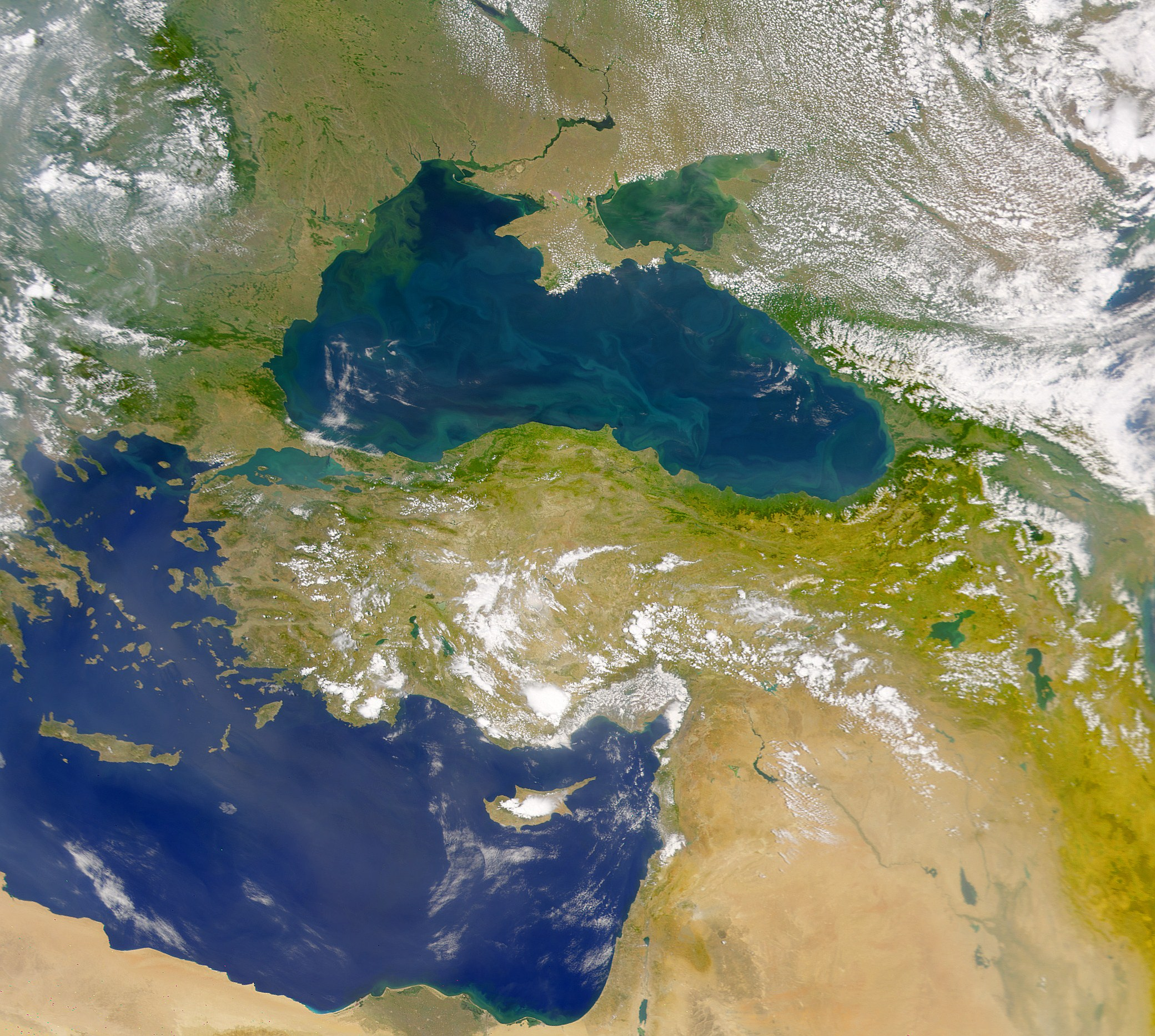
흑해의 위성사진

흑해는 세계에서 가장 큰 부분순환호이다. 해저 깊은 곳의 물은 거의 다른 곳의 것과 섞이지 않은 채 고여있고 산소 순환은 대기와 교환되는 것 말고는 없어서 흑해의 해수 90% 가량이 산소가 없는 상태이다. 흑해의 해류는 강 어귀에서 유입되는 민물이 경사를 따라 흘러들다 표면으로 이동하는 수직적 흐름을 보인다.
흑해는 보스포루스 해협과 다르다넬스 해협을 통해 마르마라해와 해수 교환이 이루어지지만, 그 양은 크지 않다. 흑해에서 유출되는 해수는 연간 16000 km3 정도이고 마르마라해에서 유입되는 해수는 연간 11000 km3 정도여서 유출량이 약간 더 많다. 2010년 리즈 대학교의 연구팀이 보스포로스 해협의 해저 밑에서 마치 강물처럼 에게해에서 흑해로 흘러드는 해류를 발견하였다. 이는 담수 유입이 많은 흑해보다 에게해의 염도가 더 높기 때문에 일어나는 현상이다. 따라서 표층 해류는 흑해에서 마르마라해를 거쳐 에게해로 흐르고 심층 해류는 거꾸로 에게해에서 흑해로 흘러들지만 유량은 표층이 더 크다고 할 수 있다.
중심부의 표층 해류는 지구 자전의 영향을 받아 반시계 방향으로 흐르며 최대 50–100 cm/s (20–39 in/s) 정도의 속도를 보인다. 표층 해류의 흐름은 여름철에는 뚜렷한 경향성을 보이지만 겨울철에는 날씨의 영향이 커져 뚜렷하지 않다. 연안에서는 바람의 영향을 더 크게 받는다.

## 수질화학적 특징
흑해의 심층수는 대부분 무산소 수괴(水塊)이고 그 밑으로 인간이 환경에 미치는 영향을 포함한 유기물과 침몰한 선박의 잔해와 같은 인공물 등이 퇴적되어 있다. 부니로 불리는 유기물 함량이 높은 퇴적물은 여름철 조류 대증식의 원인이 된다. NASA의 인공위성 사진에서도 식물성 플랑크톤의 대량 증식을 확인할 수 있다. 이러한 수질화학적 특성으로 고대에 침몰한 난파선이 큰 손상 없이 발견되기도 한다. 튀르키예 시노프에서는 비잔틴 제국 시기 난파선이 발굴되기도 하였다.
흑해 해저의 퇴적층은 많은 황화 수소를 포함하고 있다. 만약 소행성이 흑해에 떨어지는 충돌사건이 일어난다면 다른 재해와 함께 기화된 황화 수소에 의한 대규모 가스 중독 사고가 발생할 수 있다. 이 외에도 다른 인화성 물질도 많아 폭풍우에 의한 낙뢰로 불꽃이 일었다는 다수의 기록이 있다.

## 생태계

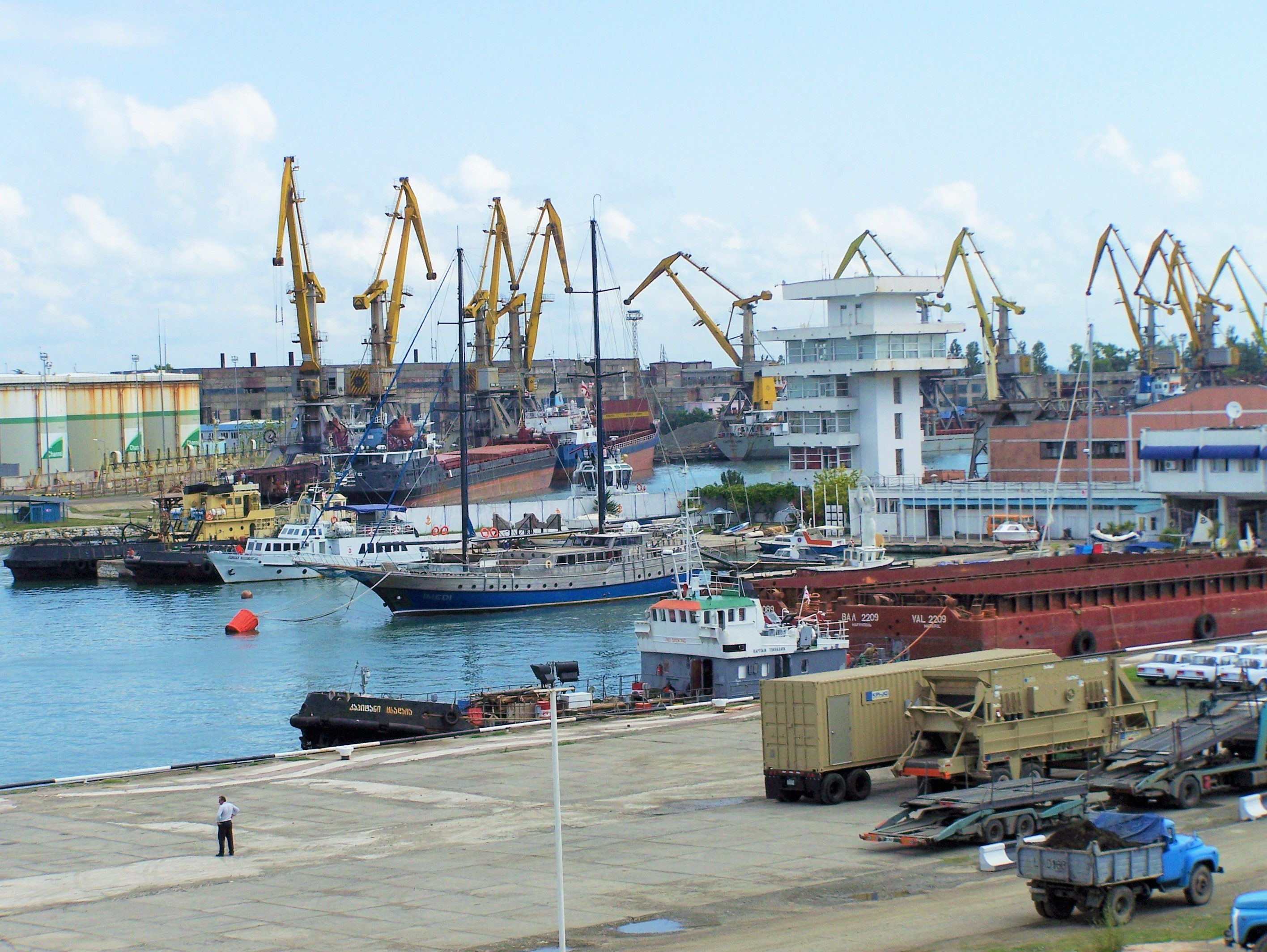
조지아 포티의 항구

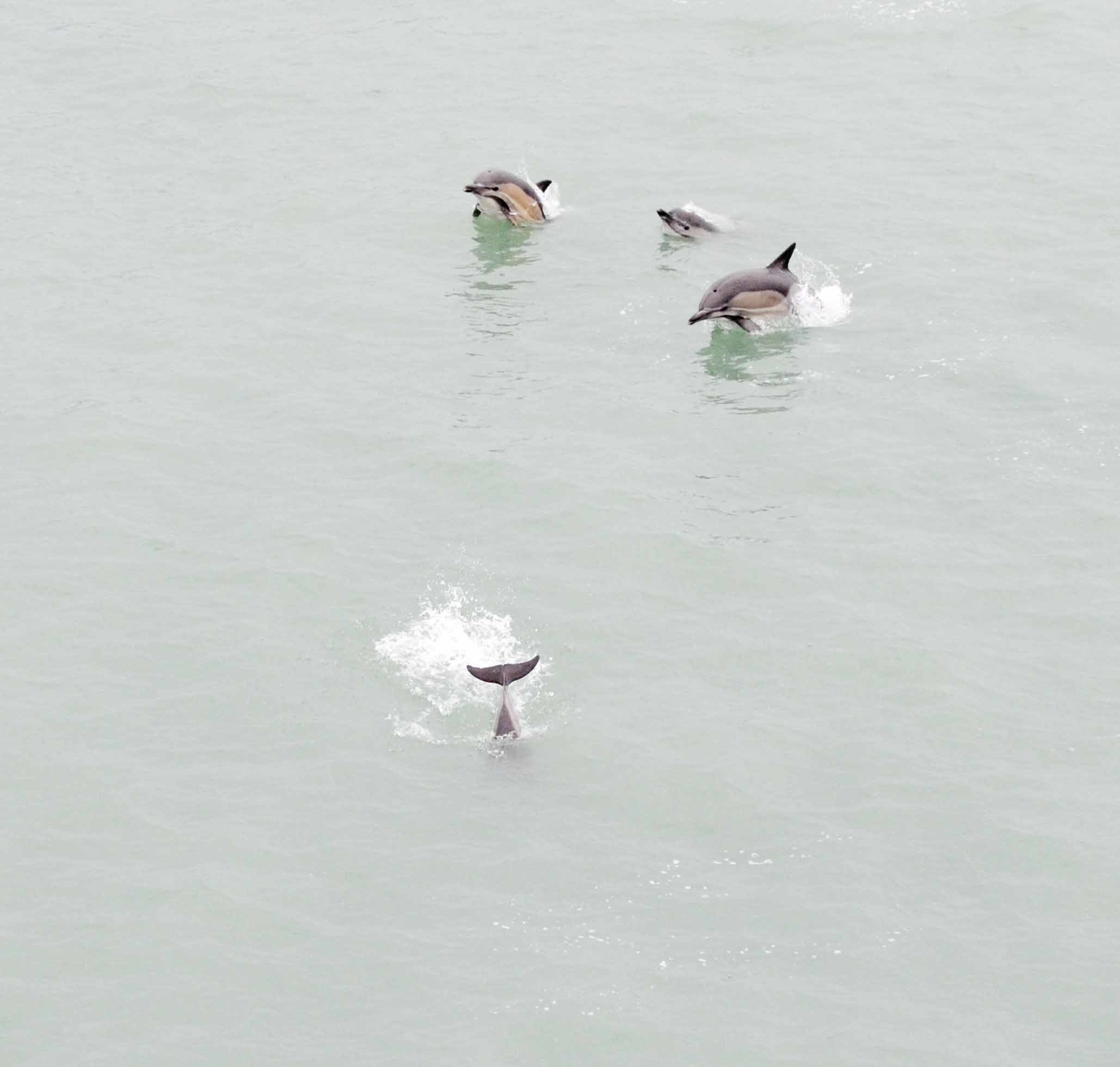
바투미의 여객선 뒤를 따라오는 돌고래

흑해의 표층은 주요 강물에서 유입되는 민물과 해수가 섞인 기수층을 형성하여 다양한 해양생물이 살아가는 터전이 된다. 먹이그물의 가장 밑바닥에는 돌말류나 와편모충류 같은 광합성하는 독립영양생물이 있고 그 위로 여러 단계의 영양단계를 거쳐 대형 어류나 해양포유류가 서식한다.
폭풍우가 잦은 겨울철에는 서로 다른 수심의 해수가 섞이고 순환하지만 덥고 잔잔한 여름에는 표층 기수와 심층수가 뚜렷한 층을 이룬다. 여름에는 태양복사가 강해지고 낮도 길어져 광합성이 가능한 유광층이 확대된다. 표층에서 일어나는 생물 활동의 결과 질산염을 비롯한 다양한 물질들이 심해저로 내려앉는다. 이렇게 가라앉는 바다눈은 심해저생물에겐 중요한 자원이 된다. 흑해의 생물다양성은 지중해의 3분의 1규모이며, 자연적 또는 인위적으로 지중해 생물의 침입이 일어나 "지중해화"되고 있다.
지중해의 식물성 플랑크톤 가운데 다수는 돌말류, 와편모충류, 석회비늘편모류, 남세균 등이다. 일반적으로 봄철에 불어나기 시작하는 식물성 플랑크톤은 여름철에 크게 증가하였다가 가을철에 쇠퇴하기 시작하여 겨울철에는 눈에 띄게 줄어든다.
흑해에 사는 동물로는 다음과 같은 것들이 있다.
- 얼룩말홍합: 흑해는 카스피아해와 더불어 얼룩말 홍합의 자생지이다. 얼룩말홍합은 현대에 들어 아메리카로 흘러들어가 생태계를 교란시키는 침입종이 되었다.
- 잉어: 유라시아 전역의 민물과 기수에 서식하며 흑해의 기수에서도 관찰된다.
- 둥근망둑어(Neogobius melanostomus): 카스피아해와 흑해에 자생하는 망둑어이다.
- 상어: 백상아리와 돌묵상어와 같은 상어들은 주로 마르마라해와 보스포로스 해협에서 보이고 흑해나 아조프해에서는 드물다.[69][70]
- 해양 포유류: 흑해에는 참돌고래[71] 큰돌고래[72], 쇠돌고래[73] 등이 서식하고 있으나 인간의 영향으로 개채수가 크게 줄었다.[74] 지중해몽크물범은 한 때 흑해에서 매우 흔하게 보이는 동물이었지만 지금은 거의 자취를 감추었다.[75] 이 외에도 여러 종류의 기각류와 해달, 흰돌고래 등이 서식하고 있다.[76][77]

### 오염과 생태계 교란
1960년대 흑해 연안이 급격히 산업화되면서 흑해의 질소, 인, 규소 비율이 해를 거듭하며 눈에 띄게 변화하였다. 이로 인한 부영양화로 여름철 조류 대증식이 일어나고 있다. 조류 대증식은 수중 산소를 급격하게 고갈시키면서 대형 해양 생물의 개체수가 크게 줄어들게 하였다.
1970년대에는 과도한 어업으로 생물종이 줄어드는 사이 지중해에서 마르마라해를 거쳐 넘어온 침입종이 번성하며 생태계가 교란되었고 180년대 후반에 들어 요각류와 같은 동물성 플랑크톤이 줄어들게 되었다. 대표적인 침입종으로는 "바다 호두"라 불리는 해파리 (라틴어: Mnemiopsis leidyi)가 증식하였다. 흑해의 "바다 호두" 해파리 증식량은 총 1억 톤으로 추정된다. 생물종의 변경으로 흑해의 수질화학적 요소 역시 변화하여 플랑크톤의 성장에 필요한 칼륨과 규소의 감소, 산성도의 변화 등이 일어났다. 반면 질소는 계속하여 증가하여 1989년 정점을 찍었고. 이후 EU의 흑해 생태계 관찰 프로그램이 시작되었다. 1990년대부터 진행된 복구 프로그램으로 오늘날 흑해 생태계는 상당히 개선되었으나 여전히 취약한 상태이다.

## 역사

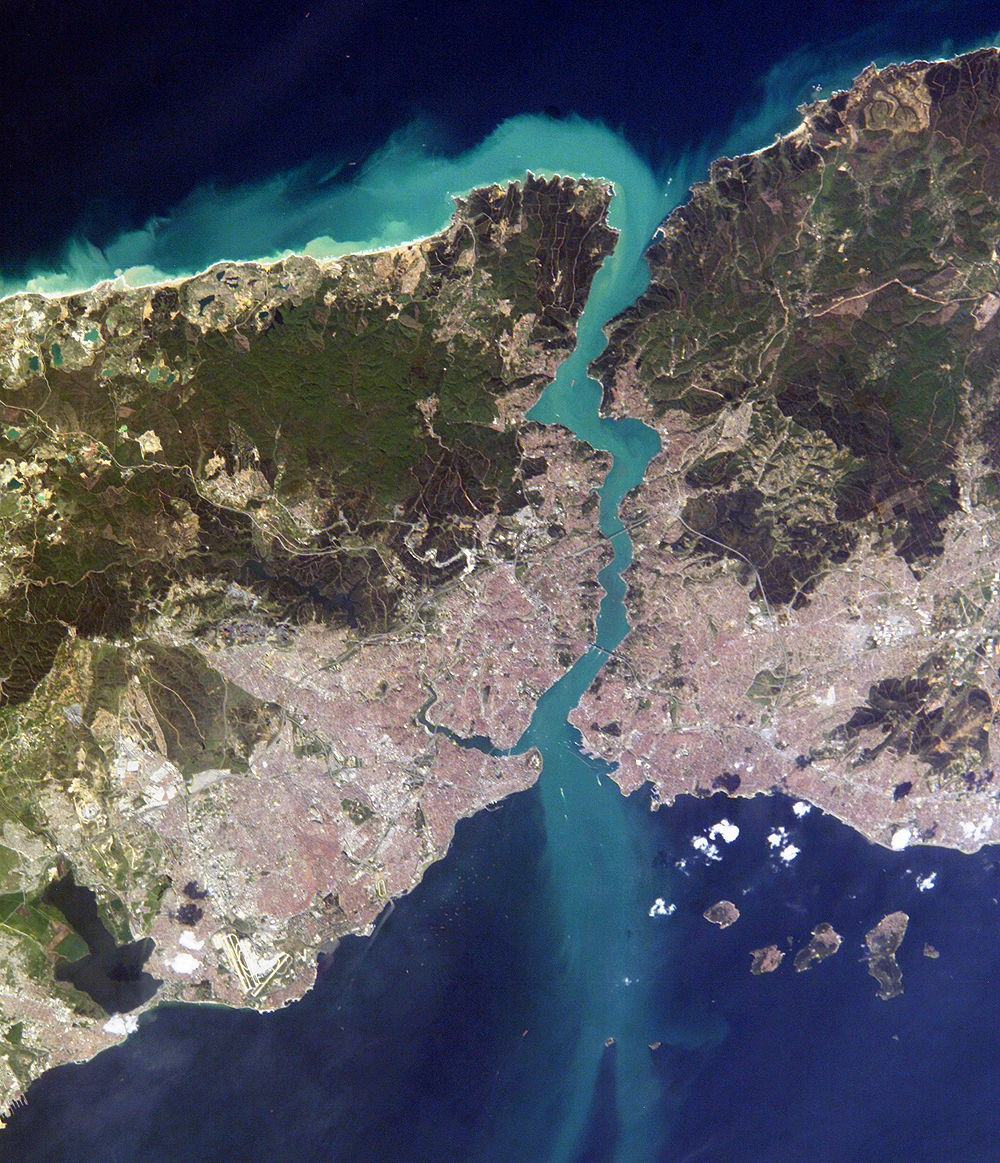
국제우주정거장에서 촬영한 보스포루스 해협

### 자연사
흑해는 보스포루스 해협을 통해 마르마라해와 연결되며 마르마라해는 다시 다르다넬스 해협을 통해 에게해와 연결되어 세계 해양과 연결되어 있다. 보스포루스의 경우 수심 36 m, 다르다넬스도 수심 55 m 정도로 얕고 좁은 해협이어서 지금보다 해수면이 1백 m 이상 낮았던 최종 빙기 극대기 동안에는 유럽과 아시아를 잇는 육협이었고 흑해는 내륙 깊숙히 고립된 내해였다. 최종 빙기가 끝나고 간빙기인 홀로세가 시작되어 해수면이 점차 높아졌고 지금과 같이 지중해와 연결된 연해가 되었다. 흑해와 마르마라해 사이에 놓인 보스포루스 해협은 매우 좁고 얕아 흑해의 해수는 간신히 부분적인 순환만을 보인다. 해수면이 매우 낮았던 흑해와 마르마라해가 연결될 때 대홍수와 같은 물줄기가 흑해로 흘러들었을 것이란 주장이 있지만 신빙성은 크지 않다.

### 고고학
흑해 일대는 히타이트, 카리아인, 콜키스, 아르메니아, 트라키아인, 고대 그리스, 아케메네스 페르시아, 킴메르, 스키타이, 고대 로마, 비잔틴 제국, 고트인, 훈족, 아바르, 슬라브족, 바랑기아인, 십자군, 베네치아 공화국, 제노바 공화국, 불가리아인, 타타르인, 오스만 제국과 같은 수 많은 민족과 국가들이 얽히고 섥히며 때로 협력하고 때로는 맞서 싸운 장소이다.
어떤 이유로든 침몰한 이들의 선박은 산소가 없는 흑해 심층 수괴의 특징으로 큰 부식 없이 보존되어 오늘날 해양고고학의 연구 대상이 되었다.
흑해는 고대부터 주요 해상 교통로였다. 남쪽으로는 발칸반도와 아나톨리아가 북쪽으로는 유럽 동부 평원이 동쪽으로는 캅카스를 넘어 중앙아시아까지 교역로가 이어져 있었다. 고대 그리스는 오늘날 조지아인 흑해 동쪽 연안의 콜키스 지역을 세상의 동쪽 끝으로 여겼다. 한편 흑해 북부연안에서 시베리아로 이어지는 폰토스-카스피 스텝 역시 동서를 잇는 중요한 교량이었으며 오늘날 인도유럽어족의 공통 조상 언어인 인도유럽조어의 원향으로 여겨지고 있다.

### 근대 이전의 역사

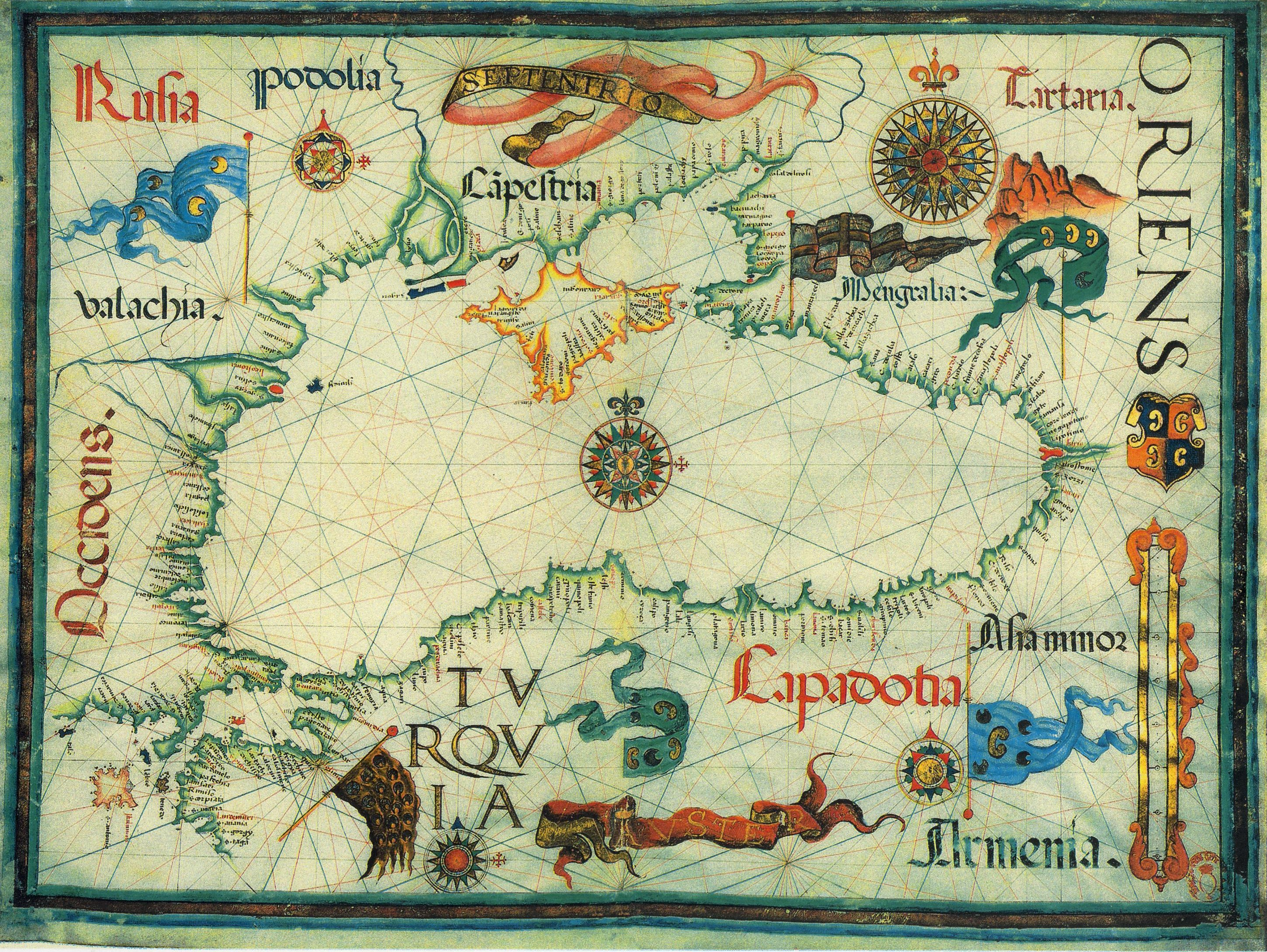
16세기 디오고 호멤이 제작한 흑해 지도

흑해에 대한 기록 중 가장 오랜 것들 가운데 하나는 고대 그리스의 것으로 기원전 9세기 무렵부터 흑해의 남부 연안에 대한 기록들이 보인다. 당시 이 지역은 주요 곡물 산지였으며 고대 그리스인들은 발칸 반도에서 보스포루스 해협을 오르내리며 무역을 하였다.
기원전 6세기 무렵 고대 그리스는 지중해와 흑해를 아우르는 해양 무역로를 건설하고 곳곳에 폴리스로 불리던 식민지들을 건설하였다. 미트리다테스 6세 메가스 시기까지 흑해의 패권을 쥐고 있던 폰투스 왕국을 몰아내고 고대 로마가 흑해 지역을 장악하였고, 이후 로마의 동서 분열과 함께 콘스탄티노폴리스를 중심으로 한 비잔틴 제국이 흑해를 지배하였다.

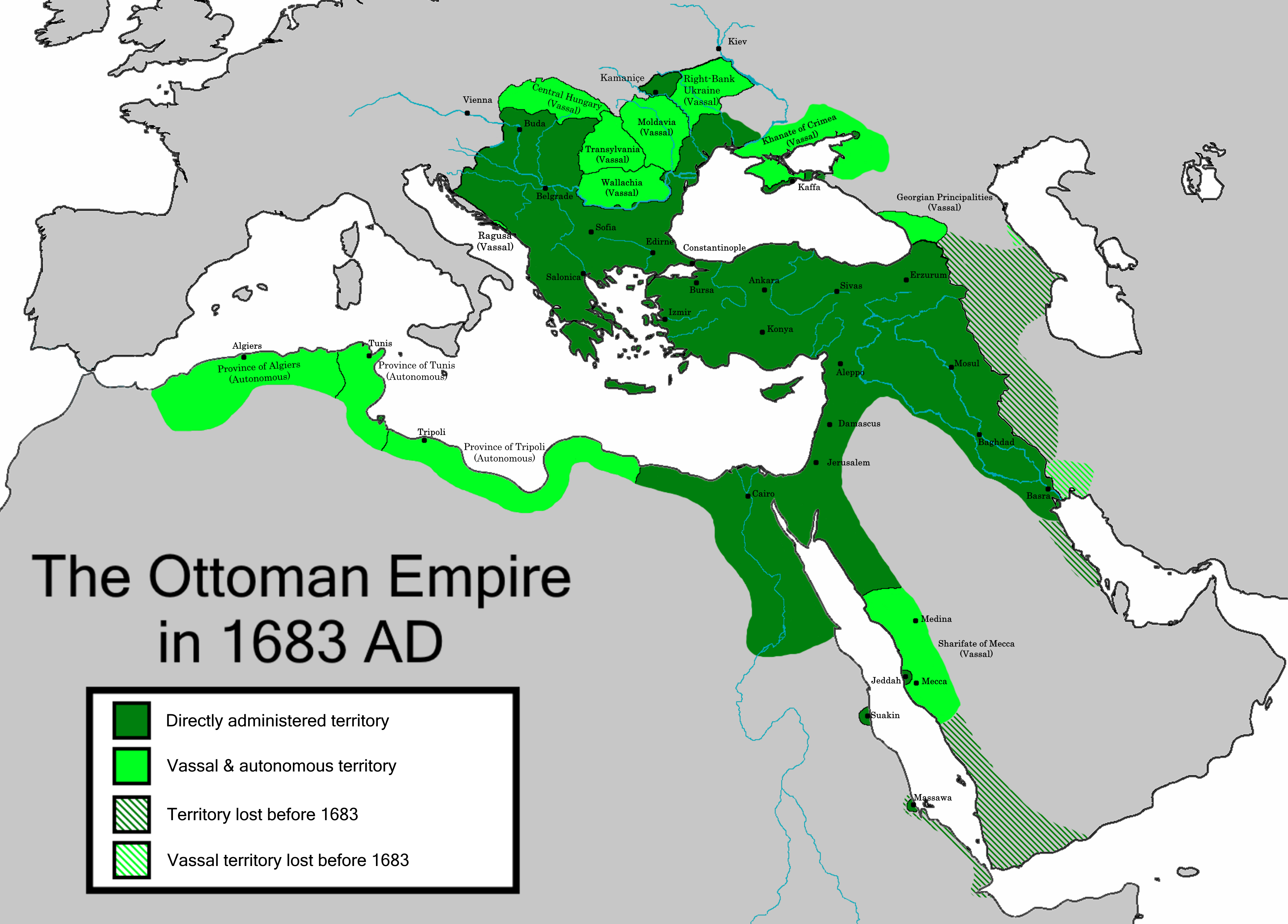
1683년 무렵 오스만 제국의 판도

근세에 들어 흑해는 제노바 공화국이나 베네치아 공화국과 같은 이탈리아 도시국가들의 주요 무역로였으나 오스만 제국이 1453년 콘스탄티노폴리스를 점령한 뒤 점차 흑해의 제해권은 오스만 제국에 넘어가기 시작하여 1479년 크림반도가 오스만의 영토가 되었다. 오스만 제국은 이 시기 동유럽인들을 노예로 잡아 흑해를 거쳐 제국 각지로 파는 노예 무역을 하였다.
18세기 후반 러시아 제국의 팽창과 함께 흑해에서 러시아의 영향력이 강화되었다.

### 근대
러시아는 1764년 오늘날 우크라이나의 동남부까지 영토를 확장하여 노보로시야(러시아어: Новоро́ссия, 새 러시아)로 불렀고 1783년 크림반도를 점령하였다. 이해 러시아의 주력 함대인 흑해 함대가 결성되었다. 흑해 북부의 흑토지대는 밀과 목화의 주요 산지로 떠올랐다.
1853년 오스만 제국은 프랑스, 영국과 동맹을 맺고 러시아의 니콜라이 1세가 지배하는 크림반도를 공격하여 크림 전쟁이 시작되었다. 1855년 3월 니콜라스 1세 사망이후 차르를 계승한 알렉산드르 2세는 1856년 파리 강화 조약을 통해 패전을 인정하고 흑해와 발트해의 해군을 해산하였다.

### 세계 대전

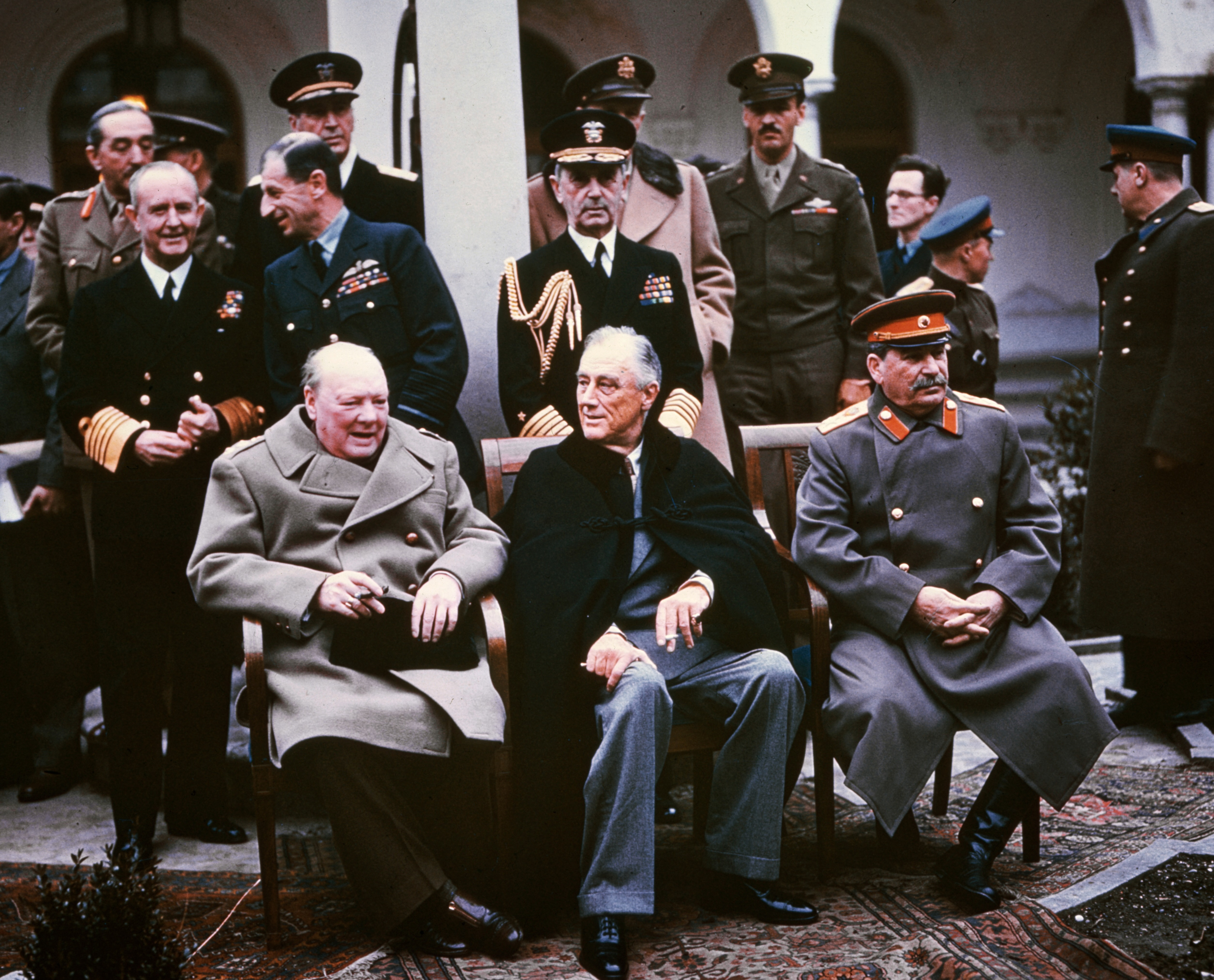
얄타 회담에 나선 윈스턴 처칠, 프랭클린 D. 루스벨트, 이오시프 스탈린

제1차 세계 대전과 제2차 세계 대전 모두에서 흑해는 여러 차례 주요 해전이 일어난 격전지였다. 예를 들어 오늘날 러시아 흑해 함대의 기항인 세바스토폴은 나치에게 점령당하였었고 이후 소련은 이 항구를 세계에서 가장 강력한 요새 가운데 하나로 구축하였다. 나치 독일의 패전이 확실해지던 1945년 2월 4일부터 2월 11일까지 얄타에서 열린 얄타 회담에서 미국, 영국과 소련을 비롯한 연합국은 전후 세계 질서 재편을 논의하고 동유럽 상당 지역의 소련 점령을 인정하면서 냉전의 시작을 알렸다. 한편 이 회담에서 양측은 한반도의 독립 인정을 확인하면서도 군정 관할권에 대해 모호한 상태로 남겨두어 훗날 남북 각각의 국가 수립과 전쟁이라는 비극의 빌미를 남겼다.

### 현대
전후 20세기 후반의 냉전 속에서 흑해의 북부는 소련과 불가리아 등의 공산 세력과 이에 맞서 1952넌 북대서양 조약 기구의 회원이 된 그리스, 튀르키예 등의 서구권이 첨예하게 대립하였다. 19세기 그리스 왕국의 독립과 20세기 초 발칸 전쟁을 치르며 앙숙이 된 그리스와 튀르키예가 소련에 맞서 북대서양 조약 기구의 회원이 되자 러시아의 흑해 함대는 지중해로 진출할 수 없게 되었다.
한편  우크라이나는 1917년 러시아 혁명의 분위기 속에서 독립하였으나 얼마 지나지 않아 소련과 폴란드로 분할 합병되었다. 이후 소련의 일부로 남아있던 우크라이나는 1991년 소련의 붕괴에 따라 독립하였다. 우크라이나는 독립 이후에도 러시아의 내정 간섭에 시달리다 2004년 오렌지 혁명으로 간섭에서 벗어나고자 하였으며 이후 2013년 유로마이단으로 친서방 세력이 주류가 되면서 러시아와 긴장이 형성되었다. 러시아는 우크라이나의 이러한 구소련권 이탈에 대한 불만을 감추지 않았고, 2014년 우크라이나 영토인 크림반도를 점령한 뒤 주민투표를 앞세워 합병하였다. 이후 러시아와 우크라이나는 지속적인 긴장 관계에 있다가 2022년 2월 24일 러시아의 우크라이나 침공으로 현재까지 러시아-우크라이나 전쟁이 진행중이다.

## 정치 경제

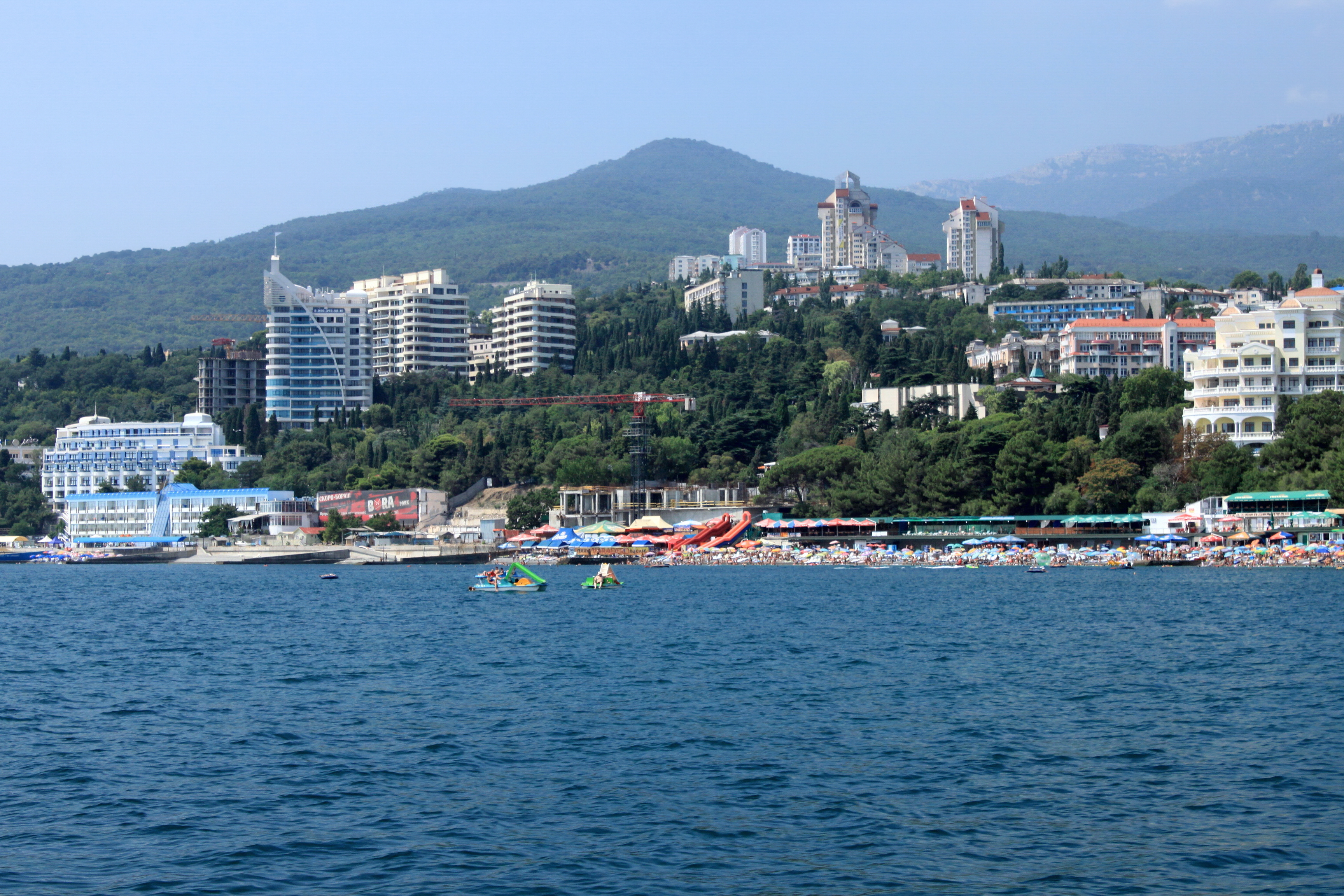
크림반도의 얄타

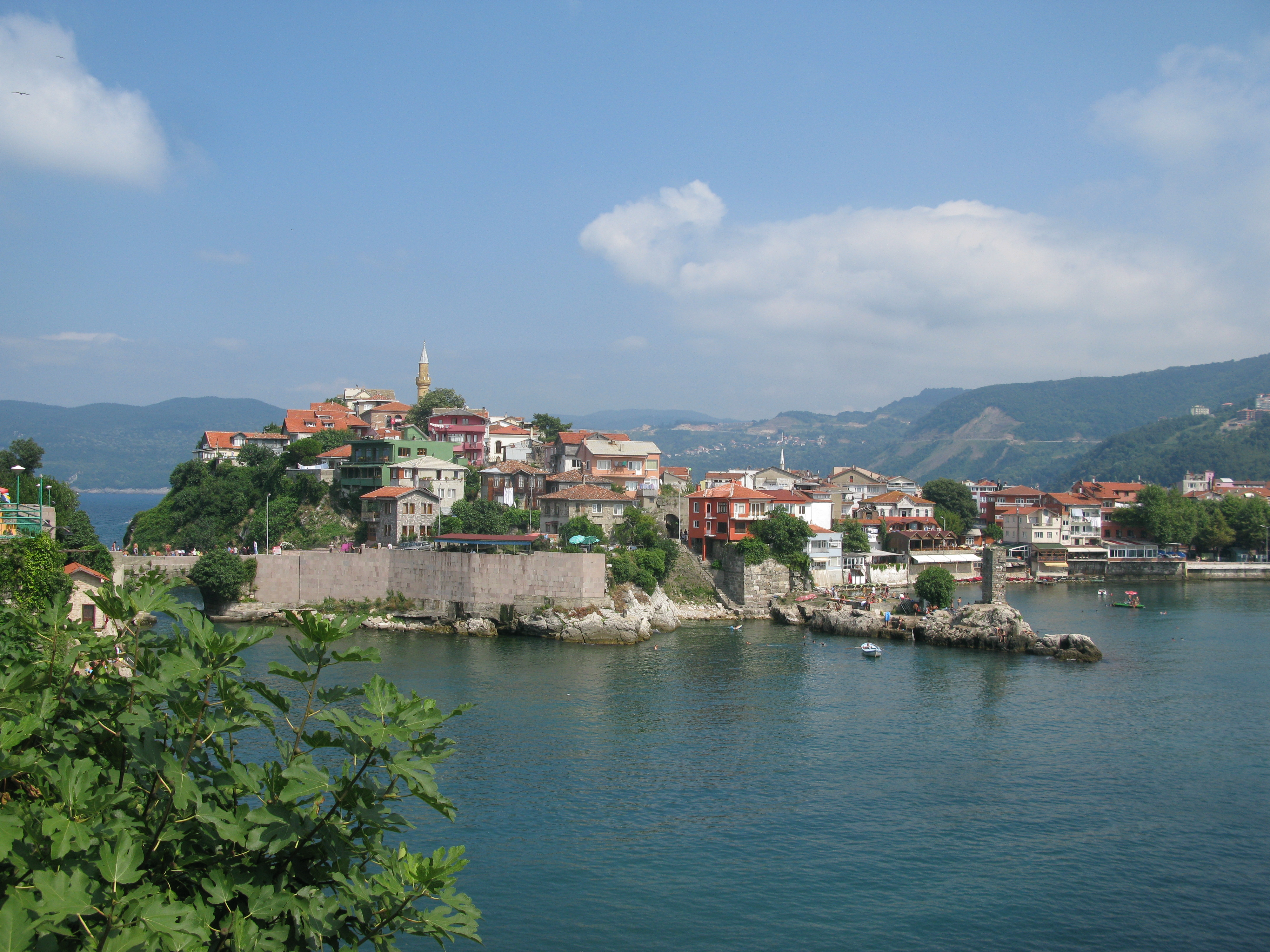
튀르키예의 아마스라

흑해는 아시와와 유럽을 잇는 주요 해양 교통로이다. 흑해 연안의 항구들은 각종 무역과 어업의 중심지이며, 해저 유전과 가스도 개발되어 있다. 또한 고대로부터 이어진 오랜 역사와 문화로 관광 산업도 발달해 있다. 여러 나라가 국경을 맞대고 있고 국제 정세가 불안정하여 공권력이 미치지 못하는 구역이 많아 마약과 같은 각종 불법적인 물건이 밀수되기도 한다.
2013년 국제운송노동조합연맹은 최소 30개 이상의 해운 항구가 흑해에서 운용되고 있으며 이 가운데 12 곳이 우크라이나에 있다고 발표하였다. 흑해에서 운항중인 상선은 대략 2천4백 척 정도이다.
우크라이나와 러시아에 걸쳐 있는 흑토 지대는 전세계적인 곡물 생산지로 우크라이나의 오데사는 유럽, 아시아뿐만 아니라 아프리카까지 수출되는 곡물의 주요 수출항이다. 2022년 이후 러시아와 우크라이나의 전쟁 여파로 곡물 수출이 원활하지 않다.
흑해에서 어업을 주도하는 나라는 튀르키예로 어획량은 연간 30만 톤 가량이다.

### 에너지
1980년대 소련 시절 우크라이나 연안에서 석유를 시추하였고, 우크라이나는 오늘날에도 배타적 경제 수역 안에 해저 유전을 운영중이다. 흑해에는 2017년 기준 약 20 개소의 유전 및 가스전이 운영중이다. 흑해의 형성 이후 지금까지 심해에 퇴적된 질화물들이 풍부하기 때문에 매장량은 매우 풍부할 것으로 예상되고 있다. 2022년 6월 우크라이나와 루마니아 사이의 해역에서 발견된 가스전이 운영에 들어갔지만 러시아와 우크라이나의 전쟁 여파로 원활하지 않다.
흑해는 석유와 가스의 생산 외에도 가스관을 통한 에너지 운송로이기도 하다. 2003년 러시아 남부에서 흑해를 통해 튀르키예의 앙카라까지 이르는 가스관인 블루 스트림이 개통되었다. 이후 다수의 가스 파이프라인 건설 계획이 수립되었으나 2014년 러시아의 크림반도 침공 이후 중단된 상태이다.
2020년 튀르키예는 320억 세제곱미터 규모의 가스전을 발견하였다.

### 주요 도시
| 도시         | 사진 | 국가       | 지역                | 인구      |
| ------------ | ---- | ---------- | ------------------- | --------- |
| 오데사       |      | 우크라이나 | 오데사주            | 1,003,705 |
| 삼순         |      | 튀르키예   | 삼순주              | 639,930   |
| 바르나       |      | 불가리아   | 바르나주            | 500,076   |
| 콘스탄차     |      | 루마니아   | 콘스탄차주          | 491,498   |
| 세바스토폴   |      | 우크라이나 | 특별시              | 379,200   |
| 소치         |      | 러시아     | 크라스노다르 변경주 | 343,334   |
| 트라브존     |      | 튀르키예   | 트라브존주          | 293,661   |
| 노보로시스크 |      | 러시아     | 크라스노다르 변경주 | 241,952   |
| 부르가스     |      | 불가리아   | 부르가스주          | 223,902   |
| 바투미       |      | 조지아     | 아자리야            | 204,156   |
| 오르두       |      | 튀르키예   | 오르두주            | 190,425   |

## 지도
| 가잔 열도갠지스강고다바리강고비 사막나일강류큐 열도남중국해노르웨이해뉴기니섬네푸드 사막다싱안링산맥다뉴브강동시베리아해동중국해동해둥베이 · 평원랍테프해룹알할리 사막레나강마다가스카르섬마리아나 제도마르마라해말레이반도메콩강몰디브 제도몽골고원바렌츠해바이칼호바탄 제도발리섬발트해발하시호백해베링해벵골만보르네오섬북극해북해볼가강북드비나강브라마푸트라강사할린섬샤오싱안링산맥세이셸 군도소코트라섬수마트라섬술라웨시섬스리랑카섬스칸디나비아반도스타노보이산맥스프래틀리 군도시나이반도새머리싱가포르섬아나톨리아아덴만아라비아반도아라비아해아라푸라해아랄해아무르강아조프해아프리카의 뿔안다만 제도알타이산맥알류샨 열도에게해예니세이강오가사와라 제도오만만오비강오스트레일리아오호츠크해우랄강우랄산맥유프라테스강이란고원인더스강인도 아대륙인디기르카강인도양 (북부)인도차이나반도일본 열도자와섬주강장강치롄산맥카라해카라코람카스피해캄차카반도캅카스산맥캐롤라인 · 제도콜리마강쿠릴 열도쿤룬산맥크리스마스섬타이만대만타클라마칸 사막북태평양톈산산맥통킹만티그리스강티모르섬티베트고원파라셀 제도파미르페르시아만페초라강프라타스섬필리핀 제도필리핀해하이난한반도항가이산맥호르무즈홋카이도홍해화베이 · 평원황하황해흑해히말라야산맥힌두스탄 · 평원힌두쿠시class=notpageimage\| 유라시아에서의 흑해의 위치 |

## 같이 보기
- 케르치 해협
- 아조프해
- 마르마라해

## 참고 문헌
- Ghervas, Stella (2017). 〈The Black Sea〉.   Armitage, D.; Bashford, S. 《Oceanic Histories》. Cambridge: Cambridge University Press. 234–266쪽. doi:10.1017/9781108399722.010. ISBN 978-1-1083-9972-2.
- Stella Ghervas, "Odessa et les confins de l'Europe: un éclairage historique", in Stella Ghervas et François Rosset (ed), Lieux d'Europe. Mythes et limites (Paris: Editions de la Maison des sciences de l'homme, 2008), pp. 107–124. ISBN 978-2-7351-1182-4
- Charles King, The Black Sea: A History, 2004, ISBN 0-19-924161-9
- William Ryan and Walter Pitman, Noah's Flood, 1999, ISBN 0-684-85920-3
- Neal Ascherson, Black Sea (Vintage 1996), ISBN 0-09-959371-8
- Schmitt, Rüdiger (1989). 〈BLACK SEA〉.   Yarshater, Ehsan. 《Encyclopædia Iranica, Volume IV/3: Bibliographies II–Bolbol I》. London and New York: Routledge & Kegan Paul. 310–313쪽. ISBN 978-0-71009-126-0.
- Rüdiger Schmitt, "Considerations on the Name of the Black Sea", in: Hellas und der griechische Osten (Saarbrücken 1996), pp. 219–224
- West, Stephanie (2003). 《'The Most Marvellous of All Seas': the Greek Encounter with the Euxine》 50. Greece & Rome. 151–167쪽.
- Petko Dimitrov; Dimitar Dimitrov (2004). 《The Black Sea, the Flood and the Ancient Myths》. Varna. 91쪽. ISBN 978-954-579-335-6.
- Dimitrov, D. 2010. Geology and Non-traditional resources of the Black Sea 보관됨 2월 9, 2022 - 웨이백 머신. LAP Lambert Academic Publishing. ISBN 978-3-8383-8639-3. 244p.